# Пета армия
Пета армия е българска военна част формирана като резервна на командването армия.

## Формиране
Пета армия е формирана през май 1913 година под името Първа резервна армия, като в състава и влизат две пехотни дивизии, всяка от които с по един артилериийски, седем пехотни полка, една конна бригада и три погранични роти.

## Междусъюзническа война (1913)
След съсредоточаването на българските войски преди започване на Междусъюзническата война, на генерал-майор Стефан Тошев (тогава командир на Първа пехотна софийска дивизия) е възложено да формира и поеме Първа резервна армия. За личен състав на армията (състояща се от Първа и Втора резервни дивизии) служи Трета бригада от Девета пехотна плевенска дивизия (53-ти и 54-ти пехотни полкове). В Първа резервна дивизия влиза 53-ти пехотен полк, който също разформиран, а от състава му се образуват 59-и, 60-и и 61-ви пехотни полкове, а към Втора – 54-ти пехотен полк, който същият месец е разформиран и от състава му се образуват 62-ри, 63-ти и 64-ти пехотни полкове, като към тях са придадени допълващи дружини.
На 17 май армията е преименувана на Пета отделна армия. Дивизиите стават съответно 12-а и 13-а, а полковете, съответно 59-и, 60-и, 61-ви, 62-ри, 63-ти, 64-ти. Назначението на армията на първо време е да прикрива столицата. На 26 май в столицата пристигат Първа и Четвърта пехотна преславска дивизия. Четвърта е включена в Пета армия на мястото на 13-а дивизия, която заедно с 1-ва пехотна софийска остава в състава на Трета българска армия, за да прикрива София.
Пета армия воюва срещу сърбите по Осогово. Разформирована е на 22 август 1913 година.

## Втора световна война (1941 – 1945)
На 17 май 1940 година във връзка с избухването на Втората световна война (1941 – 1945) е формирана Пета прикриваща армия. Получава задача да прикрива югозападната граница на България, а в състава и влизат 9-а пехотна плевенска дивизия, 2-ра бърза дивизия, както и прикриващите части на 3-та, 8-а и 10-а дивизионна област, 3-ти армейски орляк и съответните интендантски части. На югоизточната граница е до юли 1940 година, когато е заменена от Четвърта прикриваща армия. 
Съгласно спогодбата „Клодиус-Попов“ (1941) България поема ангажимент да замени почти напълно германските войски на територията на Македония, Моравско и Западна Тракия, като създаде своя администрация на тези райони.
Първоначално за целта българското военно ръководство формира отново Пета българска армия с командир Никола Михов. Тя е съставена от най-близко разположените съединения на бълг. територия – Шеста пехотна бдинска дивизия, Седма пехотна рилска дивизия и Първа кавалерийска дивизия, като са им придадени още части и формирования. Заемането на територията започва на 19 април 1941 г., когато армията е преименувана на Пета отделна армия и приключва до 24 април 1941 г.
По-късно бълг. войски имат следното разпределение:
- Щаб на Пета армия – в Скопие;
- 50-и пехотен полк (от Първа ПД) – в Пирот, югоизточна Сърбия;
- 52-ри пехотен полк (от 14-а ПД) – Враня, югоизточна Сърбия;
- Шеста ПД – Зайчар, югоизточна Сърбия;
- 14-а ПД – Скопие, Македония;
- 15-а ПД – Битоля, Македония;
- Първи кавалерийски полк (от Първа кавалерийска бригада) – Щип;
- Втори кавалерийски полк (от Първа кавалерийска бригада) – Скопие.

В началото на септември 1944 г. Пета армия (14-а, 15-а, 17-а и 29-а пехотна дивизии и 1-ва конна бригада в Македония и Южна Сърбия) започва изтегляне към старите граници на България. Самото изтегляне не протича по организиран начин и на 6 септември 14-а и 29-а пехотна дивизии са обезоръжени от немците и престават да съществуват като боеспособни единици. Само 17-а пехотна дивизия, която е най-близо до старата граница успява да се изтегли. 15-а дивизия единствена оказва съпротива и води боеве при Битоля и Прилеп с подкрепата на българската авиация след което се изтегля на малки групи към България.
На 2 октомври 1944 армията е преименувана на Шеста армия, а на 7 октомври 1944 е разформирана.

## Наименования
През годините армията носи различни имена според претърпените реорганизации:
- Първа резервна армия (май 1913 – 17 май 1913)
- Пета отделна армия (17 май 1913 – 22 август 1913)
- Пета прикриваща армия (27 май 1940 – 19 април 1941)
- Пета отделна армия (19 април 1941 – 1943)
- Пета армия (1943 – 2 октомври 1944)
- Шеста армия (2 октомври 1944 – 7 октомври 1944)

## Командващи
Званията са към датата на заемане на длъжността.
| №  | звание        | име                    | дати                                          |
| -- | ------------- | ---------------------- | --------------------------------------------- |
| 1. | Генерал-майор | Стефан Тошев           | 17 май 1913 – 22 август 1913                  |
| 2. | Генерал-майор | Никола Михов           | 19 април 1941 – 11 август 1941                |
| 3. | Генерал-майор | Васил Бойдев           | 11 август 1941 – 11 май 1944                  |
| 4. | Генерал-майор | Константин Стоянов     | 11 май 1944 – 6 септември 1944 (самоубива се) |
| 5. | Генерал-майор | Александър Попдимитров | 7 септември 1944 – 12 септември 1944          |
| 6. | Генерал-майор | Владимир Кецкаров      | 12 септември 1944 – 7 октомври 1944           |